# Jatirejo (Banyakan)
Jatirejo is een bestuurslaag in het regentschap Kediri van de provincie Oost-Java, Indonesië. Jatirejo telt 4413 inwoners (volkstelling 2010).